# Ordre de la Médaille militaire (Maroc)
L'ordre de la Médaille militaire (en arabe : Wissam Al-kafaa Al-Fikria) est un wissam royal, ordre honorifique dont les distinctions sont décidées et décernées par le roi du Maroc aux soldats pour actes de bravoure en temps de guerre.

## Insigne
L'insigne est composé d'une médaille de forme ovale de 55 sur 33 mm en bronze émaillé or. Elle se porte sur le côté gauche de la poitrine.